# Трамбовка
Трамбо́вка (каз. Трамбовка) — село у складі району Біржан-сала Акмолинської області Казахстану. Входить до складу Ульгинського сільського округу.
Населення — 84 особи (2021; 120 у 2009, 152 у 1999, 198 у 1989).
Національний склад станом на 1989 рік:
- білоруси — 39 %;
- росіяни — 28 %;
- німці — 23 %.